# Cserdi
Cserdi is een plaats (község) en gemeente in het Hongaarse comitaat Baranya. Cserdi telt 350 inwoners (2001).